# ATP Tour 250
ATP World Tour 250 series en tenis són torneigs de l'Association of Tennis Professionals (ATP) des del 2009 ATP World Tour. És la continuació dels ATP International Series.
Les sèries inclouen 40 torneigs.

## Esdeveniments
| TORNEIGS ACTUALS     | TORNEIGS ACTUALS                             | TORNEIGS ACTUALS              | TORNEIGS ACTUALS | TORNEIGS ACTUALS | TORNEIGS ACTUALS | TORNEIGS ACTUALS                              | TORNEIGS ACTUALS                              |
| -------------------- | -------------------------------------------- | ----------------------------- | ---------------- | ---------------- | ---------------- | --------------------------------------------- | --------------------------------------------- |
| Torneig              | Nom esponsoritzat                            | Ciutat                        | Estat            | Superfície       | Match nul (draw) | Estadi                                        | Estadi                                        |
| Doha                 | Qatar ExxonMobil Open                        | Doha                          | Qatar            | Hard             | 32               | Khalifa International Tennis & Squash Complex | Khalifa International Tennis & Squash Complex |
| Chennai              | Aircel Chennai Open                          | Chennai                       | Índia            | Hard             | 28               | SDAT Tennis Stadium                           | SDAT Tennis Stadium                           |
| Brisbane             | Brisbane International                       | Brisbane                      | Austràlia        | Hard             | 28               | Queensland Tennis Centre                      | Queensland Tennis Centre                      |
| Sydney               | Apia International Sydney                    | Sydney                        | Austràlia        | Hard             | 28               | NSW Tennis Centre                             | NSW Tennis Centre                             |
| Auckland             | Heineken Open                                | Auckland                      | Nova Zelanda     | Hard             | 28               | ASB Tennis Centre                             | ASB Tennis Centre                             |
| Montpellier          | Open Sud de France                           | Pérols                        | França           | Hard (i)         | 28               | Arena Montpellier                             | Arena Montpellier                             |
| Viña del Mar         | VTR Open                                     | Viña del Mar                  | Xile             | Clay             | 28               | International Tennis Center                   | International Tennis Center                   |
| Zagreb               | PBZ Zagreb Indoors                           | Zagreb                        | Croàcia          | Hard (i)         | 28               | Dom Sportova                                  | Dom Sportova                                  |
| São Paulo            | Brasil Open                                  | São Paulo                     | Brasil           | Clay (i)         | 28               | Complexo Desportivo Constâncio Vaz Guimarães  | Complexo Desportivo Constâncio Vaz Guimarães  |
| Memphis              | Regions Morgan Keegan Championships          | Memphis                       | Estats Units     | Hard (i)         | 28               | Racquet Club of Memphis                       | Racquet Club of Memphis                       |
| Marseille            | Open 13                                      | Marsella                      | França           | Hard (i)         | 28               | Palais des sports de Marseille                | Palais des sports de Marseille                |
| Buenos Aires         | Copa Claro                                   | Buenos Aires                  | Argentina        | Clay             | 32               | Buenos Aires Lawn Tennis Club                 | Buenos Aires Lawn Tennis Club                 |
| Delray Beach         | Delray Beach Int'l Tennis Championships      | Delray Beach                  | Estats Units     | Hard             | 32               | Delray Beach Tennis Center                    | Delray Beach Tennis Center                    |
| Houston              | U.S. Men's Clay Court Championships          | Houston                       | Estats Units     | Clay             | 28               | River Oaks Country Club                       | River Oaks Country Club                       |
| Casablanca           | Grand Prix Hassan II                         | Casablanca                    | Marroc           | Clay             | 28               | Complexe Al Amal                              | Complexe Al Amal                              |
| Bucarest             | BRD Năstase Țiriac Trophy                    | Bucarest                      | Romania          | Clay             | 28               | BNR Arenas                                    | BNR Arenas                                    |
| Estoril              | Estoril Open                                 | Oeiras                        | Portugal         | Clay             | 28               | Estoril Court Central                         | Estoril Court Central                         |
| Múnic                | BMW Open                                     | Múnic                         | Alemanya         | Clay             | 28               | MTTC Iphitus München eV                       | MTTC Iphitus München eV                       |
| Nice                 | Open de Nice Côte d'Azur                     | Nice                          | França           | Clay             | 28               | Nice Lawn Tennis Club                         | Nice Lawn Tennis Club                         |
| Düsseldorf           | Power Horse Cup                              | Düsseldorf                    | Alemanya         | Clay             | 28               | Rochusclub                                    | Rochusclub                                    |
| Halle                | Gerry Weber Open                             | Halle rin del Nord Westfàlia  | Alemanya         | Herba            | 28               | Gerry Weber Stadion                           | Gerry Weber Stadion                           |
| Queens               | Aegon Championships                          | Londres                       | Regne Unit       | Grass            | 56               | Queen's Club                                  | Queen's Club                                  |
| 's-Hertogenbosch     | UNICEF Open                                  | Rosmalen                      | Països Baixos    | Grass            | 32               | Autotron convention center                    | Autotron convention center                    |
| Eastbourne           | Aegon International                          | Eastbourne                    | Regne Unit       | Grass            | 28               | Devonshire Park Lawn Tennis Club              | Devonshire Park Lawn Tennis Club              |
| Newport              | Campbell's Hall of Fame Tennis Championships | Newport (Rhode Island)        | Estats Units     | Grass            | 32               | International Tennis Hall of Fame             | International Tennis Hall of Fame             |
| Båstad               | SkiStar Swedish Open                         | Båstad                        | Suècia           | Argila           | 28               | Båstad Tennis Stadium                         | Båstad Tennis Stadium                         |
| Stuttgart            | MercedesCup                                  | Stuttgart                     | Alemanya         | Clay             | 28               | Tennis Club Weissenhof                        | Tennis Club Weissenhof                        |
| Bogotà               | Claro Open Colombia                          | Bogotà                        | Colòmbia         | Hard             | 28               | Centro de Alto Rendimiento                    | Centro de Alto Rendimiento                    |
| Umag                 | ATP Vegeta Croatia Open Umag                 | Umag                          | Croàcia          | Clay             | 28               | ITC Stella Maris                              | ITC Stella Maris                              |
| Atlanta              | BB&T Atlanta Open                            | Johns Creek, Geòrgia          | Estats Units     | Hard             | 28               | Atlantic Station                              | Atlantic Station                              |
| Gstaad               | Crédit Agricole Suisse Open Gstaad           | Gstaad                        | Suïssa           | Clay             | 28               | Roy Emerson Arena                             | Roy Emerson Arena                             |
| Kitzbühel            | Bet-at-home Cup Kitzbühel                    | Kitzbühel                     | Àustria          | Clay             | 28               | Tennis stadium Kitzbühel                      | Tennis stadium Kitzbühel                      |
| Winston-Salem        | Winston-Salem Open                           | Winston-Salem, North Carolina | Estats Units     | Hard             | 48               | Wake Forest University                        | Wake Forest University                        |
| Metz                 | Moselle Open                                 | Metz                          | França           | Hard (i)         | 28               | Parc des Expositions de Metz Métropole        | Parc des Expositions de Metz Métropole        |
| Saint Petersburg     | St. Petersburg Open                          | Sant Petersburg               | Rússia           | Hard (i)         | 32               | Petersburg Sports and Concert Complex         | Petersburg Sports and Concert Complex         |
| Bangkok              | PTT Thailand Open                            | Bangkok                       | Tailàndia        | Hard (i)         | 28               | Impact Arena                                  | Impact Arena                                  |
| Kuala Lumpur         | Proton Malaysian Open                        | Kuala Lumpur                  | Malàisia         | Hard (i)         | 28               | Putra Indoor Stadium                          | Putra Indoor Stadium                          |
| Estocolm             | If Stockholm Open                            | Estocolm                      | Suècia           | Hard (i)         | 28               | Kungliga tennishallen                         | Kungliga tennishallen                         |
| Moscou               | Kremlin Cup                                  | Moscou                        | Rússia           | Hard (i)         | 28               | Olympic Stadium                               | Olympic Stadium                               |
| Vienna               | Bank Austria-TennisTrophy                    | Viena                         | Àustria          | Hard (i)         | 28               | Wiener Stadthalle                             | Wiener Stadthalle                             |
| PREVIOUS TOURNAMENTS |                                              |                               |                  |                  |                  |                                               |                                               |
| Tournament           | Sponsored name                               | City                          | Country          | Surface          | Draw             | Venue                                         | Last Edition                                  |
| Johannesburg         | SA Tennis Open                               | Johannesburg                  | Sud-àfrica       | Hard             | 32               | Montecasino                                   | 2011                                          |
| Belgrade             | Serbia Open                                  | Belgrad                       | Sèrbia           | Clay             | 32               | SRPC Milan Gale Muškatirović                  | 2012                                          |
| Los Angeles Open     | Farmers Classic                              | Los Angeles                   | Estats Units     | Hard             | 28               | Los Angeles Tennis Center                     | 2012                                          |
| San Jose             | SAP Open                                     | San José (Califòrnia)         | Estats Units     | Hard (i)         | 28               | HP Pavilion at San Jose                       | 2013                                          |

## Punts

### Distribució de punts
| Esdeveniment (Draw)   | W   | F   | SF | QF | Round of 16 | Round of 32 | Round of 64 | Q   | Q3  | Q2  | Q1  |
| Men's Singles (48/56) | 250 | 150 | 90 | 45 | 20          | 10          | 0           | 5   | 3   | 0   | 0   |
| Men's Singles (28/32) | 250 | 150 | 90 | 45 | 20          | 0           | N/D         | 12  | 6   | 0   | 0   |
| Men's Doubles (24)    | 250 | 150 | 90 | 45 | 20          | 0           | N/D         | N/D | N/D | N/D | N/D |
| Men's Doubles (16)    | 250 | 150 | 90 | 45 | 0           | N/D         | N/D         | N/D | N/D | N/D | N/D |

## Resultats

### 2009
| Torneig          | Guanyador de Singles   | Runner-up             | Puntuuació               |
| ---------------- | ---------------------- | --------------------- | ------------------------ |
| Brisbane         | Radek Štěpánek         | Fernando Verdasco     | 3–6, 6–3, 6–4            |
| Doha             | Andy Murray            | Andy Roddick          | 6–4, 6–2                 |
| Chennai          | Marin Čilić            | Somdev Devvarman      | 6–4, 7–6(7–3)            |
| Auckland         | Juan Martín del Potro  | Sam Querrey           | 6–4, 6–4                 |
| Sydney           | David Nalbandian       | Jarkko Nieminen       | 6–3, 6–7(9–11), 6–2      |
| Johannesburg     | Jo-Wilfried Tsonga     | Jérémy Chardy         | 6–4, 7–6(7–5)            |
| Viña del Mar     | Fernando González      | José Acasuso          | 6–1, 6–3                 |
| Zagreb           | Marin Čilić            | Mario Ančić           | 6–3, 6–4                 |
| San Jose         | Radek Štěpánek         | Mardy Fish            | 3–6, 6–4, 6–2            |
| Costa do Sauípe  | Carles Talens          | Thomaz Bellucci       | 6–3, 3–6, 6–4            |
| Buenos Aires     | Tommy Robredo          | Juan Mónaco           | 7–5, 2–6, 7–6(7–5)       |
| Marseille        | Jo-Wilfried Tsonga     | Michaël Llodra        | 7–5, 7–6(7–3)            |
| Delray Beach     | Mardy Fish             | Ievgueni Koroliov     | 7–5, 6–3                 |
| Casablanca       | Juan Carlos Ferrero    | Florent Serra         | 6–4, 7–5                 |
| Houston          | Lleyton Hewitt         | Wayne Odesnik         | 6–2, 7–5                 |
| Estoril          | Albert Montañés        | James Blake           | 5–7, 7–6(8–6), 6–0       |
| Belgrade         | Novak Djokovic         | Łukasz Kubot          | 6–3, 7–6(7–0)            |
| Munich           | Tomáš Berdych          | Mikhaïl Iujni         | 6–4, 4–6, 7–6(7–5)       |
| Kitzbühel        | Guillermo García-López | Julien Benneteau      | 3–6, 7–6(7–1), 6–3       |
| London           | Andy Murray            | James Blake           | 7–5, 6–4                 |
| Halle            | Tommy Haas             | Novak Djokovic        | 6–3, 6–7(4–7), 6–1       |
| 's-Hertogenbosch | Benjamin Becker        | Raemon Sluiter        | 7–5, 6–3                 |
| Eastbourne       | Dmitri Tursúnov        | Frank Dancevic        | 6–3, 7–6(7–3)            |
| Newport          | Rajeev Ram             | Sam Querrey           | 6–7(3-7), 7–5, 6–3       |
| Båstad           | Robin Söderling        | Juan Mónaco           | 6–3, 7–6(7–4)            |
| Stuttgart        | Jérémy Chardy          | Victor Hănescu        | 1–6, 6–3, 6–4            |
| Indianapolis     | Robby Ginepri          | Sam Querrey           | 6–2, 6–4                 |
| Gstaad           | Thomaz Bellucci        | Andreas Beck          | 6–4, 7–6(7–2)            |
| Umag             | Nikolai Davidenko      | Juan Carlos Ferrero   | 6–3, 6–0                 |
| Los Angeles      | Sam Querrey            | Carsten Ball          | 6–4, 3–6, 6–1            |
| New Haven        | Fernando Verdasco      | Sam Querrey           | 6–4, 7–6(8–6)            |
| Bucharest        | Albert Montañés        | Juan Mónaco           | 7–6(7–2), 7–6(8–6)       |
| Metz             | Gaël Monfils           | Philipp Kohlschreiber | 7–6(7–1), 3–6, 6–2       |
| Bangkok          | Gilles Simon           | Viktor Troicki        | 7–5, 6–3                 |
| Kuala Lumpur     | Nikolai Davidenko      | Fernando Verdasco     | 6–4,7–5                  |
| Stockhlom        | Markos Bagdatís        | Olivier Rochus        | 6–1, 7–5                 |
| Moscow           | Mikhaïl Iujni          | Janko Tipsarević      | 6–7(5–7), 6–0, 6–4       |
| Saint Petersburg | Serhí Stakhovski       | Horacio Zeballos      | 2–6, 7–6(10–8), 7–6(9–7) |
| Vienna           | Jürgen Melzer          | Marin Čilić           | 6–4, 6–3                 |

### 2010
| Torneig          | Guanyador de Singles   | Runner-up              | Puntuació                 |
| ---------------- | ---------------------- | ---------------------- | ------------------------- |
| Brisbane         | Andy Roddick           | Radek Štěpánek         | 7–6(7–2), 7–6(9–7)        |
| Doha             | Marin Čilić            | Stanislas Wawrinka     | 7–6(7–2), 7–6(7–3)        |
| Chennai          | Nikolai Davidenko      | Rafael Nadal           | 0–6, 7–6(10–8), 6–4       |
| Auckland         | John Isner             | Arnaud Clement         | 6–3, 5–7, 7–6(7–2)        |
| Sydney           | Markos Bagdatís        | Richard Gasquet        | 6–4, 7–6(7–2)             |
| Johannesburg     | Feliciano López        | Stéphane Robert        | 7–5, 6–1                  |
| Viña del Mar     | Thomaz Bellucci        | Juan Mónaco            | 6–2, 0–6, 6–4             |
| Zagreb           | Marin Čilić            | Michael Berrer         | 6–4, 6–7(5–7), 6–3        |
| San Jose         | Fernando Verdasco      | Andy Roddick           | 3–6, 6–4, 6–4             |
| Costa do Sauípe  | Juan Carlos Ferrero    | Łukasz Kubot           | 6–1, 6–0                  |
| Buenos Aires     | Juan Carlos Ferrero    | David Ferrer           | 5–7, 6–4, 6–3             |
| Marseille        | Michaël Llodra         | Julien Benneteau       | 6–3, 6–4                  |
| Delray Beach     | Ernests Gulbis         | Ivo Karlović           | 6–2, 6–3                  |
| Casablanca       | Stanislas Wawrinka     | Victor Hănescu         | 6–2, 6–3                  |
| Houston          | Juan Ignacio Chela     | Sam Querrey            | 5–7, 6–4, 6–3             |
| Estoril          | Albert Montañés        | Frederico Gil          | 6–2, 6–7(4–7), 7–5        |
| Belgrade         | Sam Querrey            | John Isner             | 3–6, 7–6(7–4), 6–4        |
| Munich           | Mikhaïl Iujni          | Marin Čilić            | 6–3, 4–6, 6–4             |
| Nice             | Richard Gasquet        | Fernando Verdasco      | 6–3, 5–7, 7–6(7–5)        |
| London           | Sam Querrey            | Mardy Fish             | 7–6(7–3), 7–5             |
| Halle            | Lleyton Hewitt         | Roger Federer          | 3–6, 7–6(7–4), 6–4        |
| 's-Hertogenbosch | Serhí Stakhovski       | Janko Tipsarević       | 6–3, 6–0                  |
| Eastbourne       | Michaël Llodra         | Guillermo García-López | 7–5, 6–2                  |
| Newport          | Mardy Fish             | Olivier Rochus         | 5–7, 6–3, 6–4             |
| Båstad           | Nicolás Almagro        | Robin Söderling        | 7–5, 3–6, 6–2             |
| Stuttgart        | Albert Montañés        | Gaël Monfils           | 6–2, 1–2 retired          |
| Atlanta          | Mardy Fish             | John Isner             | 4–6, 6–4, 7–6(7–4)        |
| Gstaad           | Nicolás Almagro        | Andreas Beck           | 7–5, 6–1                  |
| Umag             | Juan Carlos Ferrero    | Potito Starace         | 6–4, 6–4                  |
| Los Angeles      | Sam Querrey            | Andy Murray            | 5–7, 7–6(7–2), 6–3        |
| New Haven        | Serhí Stakhovski       | Denis Istomin          | 3–6, 6–3, 6–4             |
| Bucarest         | Juan Ignacio Chela     | Pablo Andújar          | 7–5, 6–1                  |
| Metz             | Gilles Simon           | Mischa Zverev          | 6–3, 6–2                  |
| Bangkok          | Guillermo García-López | Jarkko Nieminen        | 6–4, 3–6, 6–4             |
| Kuala Lumpur     | Mikhaïl Iujni          | Andrei Gólubev         | 6–7(7–9), 6–2, 7–6(7–3)   |
| Stockhlom        | Roger Federer          | Florian Mayer          | 6–4, 6–3                  |
| Moscu            | Viktor Troicki         | Markos Bagdatís        | 3–6, 6–4, 6–3             |
| Sant Petersburg  | Mikhaïl Kukuixkin      | Mikhaïl Iujni          | 6–3, 7–6(7–2)             |
| Viena            | Jürgen Melzer          | Andreas Haider-Maurer  | 6–7(10–12), 7–6(7–4), 6–4 |
| Montpellier      | Gaël Monfils           | Ivan Ljubičić          | 6–2, 5–7, 6–1             |

### 2011
| Torneig          | Guanyador de Singles  | Runner-up             | Puntuació                  |
| ---------------- | --------------------- | --------------------- | -------------------------- |
| Brisbane         | Robin Söderling       | Andy Roddick          | 6–3, 7–5                   |
| Doha             | Roger Federer         | Nikolai Davidenko     | 6–3, 6–4                   |
| Chennai          | Stanislas Wawrinka    | Xavier Malisse        | 7–5, 4–6, 6–1              |
| Auckland         | David Ferrer          | David Nalbandian      | 6–3, 6–2                   |
| Sydney           | Gilles Simon          | Viktor Troicki        | 7–5, 7–6(7–4)              |
| Johannesburg     | Kevin Anderson        | Somdev Devvarman      | 4–6, 6–3, 6–2              |
| Santiago         | Tommy Robredo         | Santiago Giraldo      | 6–2, 2–6, 7–6(7–5)         |
| Zagreb           | Ivan Dodig            | Michael Berrer        | 6–3, 6–4                   |
| San José         | Milos Raonic          | Fernando Verdasco     | 7–6(8–6), 7–6(7–5)         |
| Costa do Sauípe  | Nicolás Almagro       | Aleksandr Dolhopòlov  | 6–3, 7–6(7–3)              |
| Buenos Aires     | Nicolás Almagro       | Juan Ignacio Chela    | 6–3, 3–6, 6–4              |
| Marsella         | Robin Söderling       | Marin Čilić           | 6–7(8–10), 6–3, 6–3        |
| Delray Beach     | Juan Martín del Potro | Janko Tipsarević      | 6–4, 6–4                   |
| Casablanca       | Pablo Andújar         | Potito Starace        | 6–1, 6–2                   |
| Houston          | Ryan Sweeting         | Kei Nishikori         | 6–4, 7–6(7–3)              |
| Estoril          | Juan Martín del Potro | Fernando Verdasco     | 6–2, 6–2                   |
| Belgrad          | Novak Djokovic        | Feliciano López       | 7–6(7–4), 6–2              |
| Munich           | Nikolai Davidenko     | Florian Mayer         | 6–3, 3–6, 6–1              |
| Niça             | Nicolás Almagro       | Victor Hănescu        | 6–7(5–7), 6–3, 6–3         |
| London           | Andy Murray           | Jo-Wilfried Tsonga    | 3–6, 7–6(7–2), 6–4         |
| Halle            | Philipp Kohlschreiber | Philipp Petzschner    | 7–6(7–5), 2–0 retired      |
| 's-Hertogenbosch | Dmitri Tursúnov       | Ivan Dodig            | 6–3, 6–2                   |
| Eastbourne       | Andreas Seppi         | Janko Tipsarević      | 7–6(7–5), 3–6, 5–3 retired |
| Newport          | John Isner            | Olivier Rochus        | 6–3, 7–6(8–6)              |
| Båstad           | Robin Söderling       | David Ferrer          | 6–2, 6–2                   |
| Stuttgart        | Juan Carlos Ferrero   | Pablo Andújar         | 6–4, 6–0                   |
| Atlanta          | Mardy Fish            | John Isner            | 3–6, 7–6(8–6), 6–2         |
| Gstaad           | Marcel Granollers     | Fernando Verdasco     | 6–4, 3–6, 6–3              |
| Umag             | Aleksandr Dolhopòlov  | Marin Čilić           | 6–4, 3–6, 6–3              |
| Los Angeles      | Ernests Gulbis        | Mardy Fish            | 5–7, 6–4, 6–4              |
| Kitzbühel        | Robin Haase           | Albert Montañés       | 6–4, 4–6, 6–1              |
| New Haven        | John Isner            | Julien Benneteau      | 4–6, 6–3, 6–4              |
| Bucharest        | Florian Mayer         | Pablo Andújar         | 6–3, 6–1                   |
| Metz             | Jo-Wilfried Tsonga    | Ivan Ljubičić         | 6–3, 6–7(4–7), 6–3         |
| Bangkok          | Andy Murray           | Donald Young          | 6–2, 6–0                   |
| Kuala Lumpur     | Janko Tipsarević      | Markos Bagdatís       | 6–4, 7–5                   |
| Stockhlom        | Gaël Monfils          | Jarkko Nieminen       | 7–5, 3–6, 6–2              |
| Moscou           | Janko Tipsarević      | Viktor Troicki        | 6–4, 6–2                   |
| Sant Petersburg  | Marin Čilić           | Janko Tipsarević      | 6–3, 3–6, 6–2              |
| Viena            | Jo-Wilfried Tsonga    | Juan Martín del Potro | 6–7(5–7), 6–3, 6–4         |

### 2012
| Torneig          | Guanyador de Singles  | Runner-up             | Puntuació                    |
| ---------------- | --------------------- | --------------------- | ---------------------------- |
| Brisbane         | Andy Murray           | Aleksandr Dolhopòlov  | 6–1, 6–3                     |
| Doha             | Jo-Wilfried Tsonga    | Gaël Monfils          | 7–5, 6–3                     |
| Chennai          | Milos Raonic          | Janko Tipsarević      | 6–7(4–7), 7–6(7–4), 7–6(7–4) |
| Auckland         | David Ferrer          | Olivier Rochus        | 6–3, 6–4                     |
| Sydney           | Jarkko Nieminen       | Julien Benneteau      | 6–2, 7–5                     |
| Montpellier      | Tomáš Berdych         | Gaël Monfils          | 6–2, 4–6, 6–3                |
| Viña del Mar     | Juan Mónaco           | Carlos Berlocq        | 6–3, 6–7(1–7), 6–1           |
| Zagreb           | Mikhaïl Iujni         | Lukáš Lacko           | 6–2, 6–3                     |
| San José         | Milos Raonic          | Denis Istomin         | 7–6(7–3), 6–2                |
| São Paulo        | Nicolás Almagro       | Filippo Volandri      | 6–3, 4–6, 6–4                |
| Buenos Aires     | David Ferrer          | Nicolás Almagro       | 4–6, 6–3, 6–2                |
| Marsella         | Juan Martín del Potro | Michaël Llodra        | 6–4, 6–4                     |
| Delray Beach     | Kevin Anderson        | Marinko Matosevic     | 6–4, 7–6(7–2)                |
| Casablanca       | Pablo Andújar         | Albert Ramos          | 6–1, 7–6(7–5)                |
| Houston          | Juan Mónaco           | John Isner            | 6–2, 3–6, 6–3                |
| Bucharest        | Gilles Simon          | Fabio Fognini         | 6–4, 6–3                     |
| Estoril          | Juan Martín del Potro | Richard Gasquet       | 6–4, 6–2                     |
| Belgrad          | Andreas Seppi         | Benoît Paire          | 6–3, 6–2                     |
| Munich           | Philipp Kohlschreiber | Marin Čilić           | 7–6(10–8), 6–3               |
| Niça             | Nicolás Almagro       | Brian Baker           | 6–3, 6–2                     |
| London           | Marin Čilić           | David Nalbandian      | 6–7(3-7), 4–3 defaulted      |
| Halle            | Tommy Haas            | Roger Federer         | 7–6(7–5), 6–4                |
| 's-Hertogenbosch | David Ferrer          | Philipp Petzschner    | 6–3, 6–4                     |
| Eastbourne       | Andy Roddick          | Andreas Seppi         | 6–3, 6–2                     |
| Newport          | John Isner            | Lleyton Hewitt        | 7–6(7–1), 6–4                |
| Båstad           | David Ferrer          | Nicolás Almagro       | 6–2, 6–2                     |
| Stuttgart        | Janko Tipsarević      | Juan Mónaco           | 6–4, 5–7, 6–3                |
| Umag             | Marin Čilić           | Marcel Granollers     | 6–4, 6–2                     |
| Atlanta          | Andy Roddick          | Gilles Müller         | 1–6, 7–6(7–2), 6–2           |
| Gstaad           | Thomaz Bellucci       | Janko Tipsarević      | 6–7(6–8), 6–4, 6–2           |
| Kitzbühel        | Robin Haase           | Philipp Kohlschreiber | 6–7(2–7), 6–3, 6–2           |
| Los Angeles      | Sam Querrey           | Ričardas Berankis     | 6–0, 6–2                     |
| Winston-Salem    | John Isner            | Tomáš Berdych         | 3–6, 6–4, 7–6(11–9)          |
| Metz             | Jo-Wilfried Tsonga    | Andreas Seppi         | 6–1, 6–2                     |
| Sant Petersburg  | Martin Kližan         | Fabio Fognini         | 6–2, 6–3                     |
| Bangkok          | Richard Gasquet       | Gilles Simon          | 6–2, 6–1                     |
| Kuala Lumpur     | Juan Mónaco           | Julien Benneteau      | 7–5, 4–6, 6–3                |
| Stockhlom        | Tomáš Berdych         | Jo-Wilfried Tsonga    | 4–6, 6–4, 6–4                |
| Moscu            | Andreas Seppi         | Thomaz Bellucci       | 3–6, 7–6(7–3), 6–3           |
| Viena            | Juan Martín del Potro | Grega Žemlja          | 7–5, 6–3                     |

### 2013
| Torneig          | Guanyador de Singles | Runner-up              | Puntuació                    |
| ---------------- | -------------------- | ---------------------- | ---------------------------- |
| Brisbane         | Andy Murray          | Grígor Dimitrov        | 7–6(7–0), 6–4                |
| Doha             | Richard Gasquet      | Nikolai Davidenko      | 3–6, 7–6(7–4), 6–3           |
| Chennai          | Janko Tipsarević     | Roberto Bautista-Agut  | 3–6, 6–1, 6–3                |
| Auckland         | David Ferrer         | Philipp Kohlschreiber  | 7–6(7–5), 6–1                |
| Sydney           | Bernard Tomic        | Kevin Anderson         | 6–3, 6–7(2–7), 6–3           |
| Montpellier      | Richard Gasquet      | Benoît Paire           | 6–2, 6–3                     |
| Viña del Mar     | Horacio Zeballos     | Rafael Nadal           | 6–7(2–7), 7–6(8–6), 6–4      |
| Zagreb           | Marin Čilić          | Jürgen Melzer          | 6–3, 6–1                     |
| San Jose         | Milos Raonic         | Tommy Haas             | 6–4, 6–3                     |
| São Paulo        | Rafael Nadal         | David Nalbandian       | 6–2, 6–3                     |
| Buenos Aires     | David Ferrer         | Stanislas Wawrinka     | 6–4, 3–6, 6–1                |
| Marsella         | Jo-Wilfried Tsonga   | Tomáš Berdych          | 3–6, 7–6(8–6), 6–4           |
| Delray Beach     | Ernests Gulbis       | Édouard Roger-Vasselin | 7–6(7–3), 6–3                |
| Casablanca       | Tommy Robredo        | Kevin Anderson         | 7–6(8–6), 4–6, 6–3           |
| Houston          | John Isner           | Nicolás Almagro        | 6–3, 7–5                     |
| Bucarest         | Lukáš Rosol          | Guillermo García-López | 6–3, 6–2                     |
| Oeiras           | Stanislas Wawrinka   | David Ferrer           | 6–1, 6–4                     |
| Munich           | Tommy Haas           | Philipp Kohlschreiber  | 6–3, 7–6(7–3)                |
| Düsseldorf       | Juan Mónaco          | Jarkko Nieminen        | 6–4, 6–3                     |
| Niça             | Albert Montañés      | Gaël Monfils           | 6–0, 7–6(7–3)                |
| London           | Andy Murray          | Marin Čilić            | 5–7, 7–5, 6–3                |
| Halle            | Roger Federer        | Mikhaïl Iujni          | 6–7(5–7), 6–3, 6–4           |
| 's-Hertogenbosch | Nicolas Mahut        | Stanislas Wawrinka     | 6–3, 6–4                     |
| Eastbourne       | Feliciano López      | Gilles Simon           | 7–6(7–2), 6–7(5–7), 6–0      |
| Newport          | Nicolas Mahut        | Lleyton Hewitt         | 5–7, 7–5, 6–3                |
| Båstad           | Carlos Berlocq       | Fernando Verdasco      | 7–5, 6–1                     |
| Stuttgart        | Fabio Fognini        | Philipp Kohlschreiber  | 5–7, 6–4, 6–4                |
| Bogotà           | Ivo Karlović         | Alejandro Falla        | 6–3, 7–6(7–4)                |
| Atlanta          | John Isner           | Kevin Anderson         | 6–7(3-7), 7–6(7–2), 7–6(7–2) |
| Gstaad           | Mikhaïl Iujni        | Robin Haase            | 6–3, 6–4                     |
| Umag             | Tommy Robredo        | Fabio Fognini          | 6–0, 6–3                     |
| Kitzbühel        | Marcel Granollers    | Juan Monaco            | 0–6, 7–6(7-3),, 6–4          |
| Winston-Salen    | Jurgen Melzer        | Gael Monfils           | 6–3, 2–1, RET                |
| Metz             | Gilles Simon         | Jo-Wilfried Tsonga     | 6–4, 6–3                     |
| Sant Petersburg  | Ernests Gulbis       | Guillermo Garcia-Lopez | 3–6, 6–4, 6–0                |
| Bangkok          | Milos Raonic         | Tomáš Berdych          | 7-6(7-4), 6-3                |
| Kuala Lumpur     | João Sousa           | Julien Benneteau       | 2–6, 7–5, 6–4                |
| Stockholm        | Grígor Dimitrov      | David Ferrer           | 2–6, 6–3, 6–4                |
| Moscou           | Richard Gasquet      | Mikhaïl Kukuixkin      | 4–6, 6–4, 6–4                |
| Viena            | Tommy Haas           | Robin Haase            | 6–3, 4–6, 6–4                |

## Campions de títols
|    | Títols                | # |
| -- | --------------------- | - |
| 1. | Marin Čilić           | 8 |
| 2. | David Ferrer          | 7 |
| 2. | Andy Murray           | 7 |
| 2. | Jo-Wilfried Tsonga    | 7 |
| 2. | Nicolás Almagro       | 7 |
| 2. | John Isner            | 7 |
| 7. | Juan Martín del Potro | 6 |
| 8. | Juan Carlos Ferrero   | 5 |
| 8. | Richard Gasquet       | 5 |
| 8. | Albert Montañés       | 5 |
| 8. | Milos Raonic          | 5 |
| 8. | Tommy Robredo         | 5 |
| 8. | Gilles Simon          | 5 |
| 8. | Sam Querrey           | 5 |
| 8. | Mikhaïl Iujni         | 5 |

|     | Finals             | #  |
| --- | ------------------ | -- |
| 1.  | Marin Čilić        | 14 |
| 2.  | Janko Tipsarević   | 11 |
| 3.  | John Isner         | 10 |
| 3.  | David Ferrer       | 10 |
| 3.  | Sam Querrey        | 10 |
| 3.  | Nicolás Almagro    | 10 |
| 3.  | Juan Mónaco        | 10 |
| 8.  | Fernando Verdasco  | 9  |
| 8.  | Jo-Wilfried Tsonga | 9  |
| 10. | Andy Murray        | 8  |

^  Active players in bold.

## Torneigs per guanyador
| YEAR                      | 2009               | 2010               | 2011                | 2012                | 2013             |
| TORNEIGS ACTUALS          | TORNEIGS ACTUALS   | TORNEIGS ACTUALS   | TORNEIGS ACTUALS    | TORNEIGS ACTUALS    | TORNEIGS ACTUALS |
| ------------------------- | ------------------ | ------------------ | ------------------- | ------------------- | ---------------- |
| Brisbane                  | Štěpánek (1/2)     | Roddick (1/3)      | Söderling (2/4)     | Murray (5/7)        | Murray (6/7)     |
| Chennai                   | Čilić (1/8)        | Čilić (3/8)        | Wawrinka (2/3)      | Raonic (2/5)        | Tipsarević (4/4) |
| Doha                      | Murray (1/7)       | Davidenko (3/4)    | Federer (2/3)       | Tsonga (5/7)        | Gasquet (3/5)    |
| Sydney                    | Nalbandian (1/1)   | Bagdatís (2/2)     | Simon (3/5)         | Nieminen (1/1)      | Tomic (1/1)      |
| Auckland                  | del Potro (1/6)    | Isner (1/7)        | Ferrer (1/7)        | Ferrer (2/7)        | Ferrer (6/7)     |
| Montpellier/Lyon          | Ljubičić (1/1)     | Monfils (2/3)      | N/D                 | Berdych (2/3)       | Gasquet (4/5)    |
| Zagreb                    | Čilić (2/8)        | Čilić (4/8)        | Dodig (1/1)         | Iujni (4/5)         | Čilić (8/8)      |
| Viña del Mar              | González (1/1)     | Bellucci (2/3)     | Robredo (3/5)       | Mónaco (1/4)        | Zeballos (1/1)   |
| San Jose                  | Štěpánek (2/2)     | Verdasco (2/2)     | Raonic (1/5)        | Raonic (3/5)        | Raonic (4/5)     |
| Costa do Sauípe/São Paulo | Robredo (1/5)      | Ferrero (2/5)      | Almagro (3/7)       | Almagro (6/7)       | Nadal (1/1)      |
| Buenos Aires              | Robredo (2/5)      | Ferrero (3/5)      | Almagro (4/7)       | Ferrer (3/7)        | Ferrer (7/7)     |
| Marseille                 | Tsonga (2/7)       | Llodra (1/2)       | Söderling (3/4)     | del Potro (4/6)     | Tsonga (7/7)     |
| Delray Beach              | Fish (1/4)         | Gulbis (1/4)       | del Potro (2/6)     | Anderson (2/2)      | Gulbis (3/4)     |
| Houston                   | Hewitt (1/2)       | Chela (1/2)        | Sweeting (1/1)      | Mónaco (2/4)        | Isner (6/7)      |
| Casablanca                | Ferrero (1/5)      | Wawrinka (1/3)     | Andújar (1/2)       | Andújar (2/2)       | Robredo (4/5)    |
| Bucharest                 | Montañés (2/5)     | Chela (2/2)        | Mayer (1/1)         | Simon (4/5)         | Rosol (1/1)      |
| Munich                    | Berdych (1/3)      | Iujni (2/5)        | Davidenko (4/4)     | Kohlschreiber (2/2) | Haas (3/4)       |
| Estoril/Oeiras            | Montañés (1/5)     | Montañés (3/5)     | del Potro (3/6)     | del Potro (5/6)     | Wawrinka (3/3)   |
| Düsseldorf                | Team Event         | Team Event         | Team Event          | Team Event          | Mónaco (4/4)     |
| Nice                      | N/D                | Gasquet (1/5)      | Almagro (5/7)       | Almagro (7/7)       | Montañés (5/5)   |
| Halle                     | Haas (1/4)         | Hewitt (2/2)       | Kohlschreiber (1/2) | Haas (2/4)          | Federer (3/3)    |
| London                    | Murray (2/7)       | Querrey (3/5)      | Murray (3/7)        | Čilić (6/8)         | Murray (7/7)     |
| 's-Hertogenbosch          | Becker (1/1)       | Stakhovski (2/3)   | Tursúnov (2/2)      | Ferrer (4/7)        | Mahut (1/2)      |
| Eastbourne                | Tursúnov (1/2)     | Llodra (2/2)       | Seppi (1/3)         | Roddick (2/3)       | López (2/2)      |
| Newport                   | Ram (1/1)          | Fish (2/4)         | Isner (2/7)         | Isner (4/7)         | Mahut (2/2)      |
| Stuttgart                 | Chardy (1/1)       | Montañés (4/5)     | Ferrero (5/5)       | Tipsarević (3/4)    | Fognini (1/1)    |
| Båstad                    | Söderling (1/4)    | Almagro (1/7)      | Söderling (4/4)     | Ferrer (5/7)        | Berlocq (1/1)    |
| Bogota                    | N/D                | N/D                | N/D                 | N/D                 | Karlović (1/1)   |
| Gstaad                    | Bellucci (1/3)     | Almagro (2/7)      | Granollers (1/2)    | Bellucci (3/3)      | Iujni (5/5)      |
| Atlanta/Indianapolis      | Ginepri (1/1)      | Fish (3/4)         | Fish (4/4)          | Roddick (3/3)       | Isner (7/7)      |
| Umag                      | Davidenko (1/4)    | Ferrero (4/5)      | Dolhopòlov (1/1)    | Čilić (7/8)         | Robredo (5/5)    |
| Kitzbühel                 | García-López (1/2) | N/D                | Haase (1/2)         | Haase (2/2)         | Granollers (2/2) |
| New Haven/Winston Salem   | Verdasco (1/2)     | Stakhovski (3/3)   | Isner (3/7)         | Isner (5/7)         | Melzer (3/3)     |
| Metz                      | Monfils (1/3)      | Simon (2/5)        | Tsonga (3/7)        | Tsonga (6/7)        | Simon (5/5)      |
| St. Petersburg            | Stakhovski (1/3)   | Kukuixkin (1/1)    | Čilić (5/8)         | Kližan (1/1)        | Gulbis (4/4)     |
| Bangkok                   | Simon (1/5)        | García-López (2/2) | Murray (4/7)        | Gasquet (2/5)       | Raonic (5/5)     |
| Kuala Lumpur              | Davidenko (2/4)    | Iujni (3/5)        | Tipsarević (1/4)    | Mónaco (3/4)        | Sousa (1/1)      |
| Moscow                    | Iujni (1/5)        | Troicki (1/1)      | Tipsarević (2/4)    | Seppi (3/3)         | Gasquet (5/5)    |
| Stockholm                 | Bagdatís (1/2)     | Federer (1/3)      | Monfils (3/3)       | Berdych (3/3)       | Dimitrov (1/1)   |
| Vienna                    | Melzer (1/3)       | Melzer (2/3)       | Tsonga (4/7)        | del Potro (6/6)     | Haas (4/4)       |
| PREVIOUS TOURNAMENTS      |                    |                    |                     |                     |                  |
| Johannesburg              | Tsonga (1/7)       | López (1/2)        | Anderson (1/2)      | N/D                 | N/D              |
| Belgrade                  | Djokovic (1/2)     | Querrey (2/5)      | Djokovic (2/2)      | Seppi (2/3)         | N/D              |
| Los Angeles               | Querrey (1/5)      | Querrey (4/5)      | Gulbis (2/4)        | Querrey (5/5)       | N/D              |